# Deltacoronavirus
I Deltacoronavirus sono uno dei quattro generi della sottofamiglia Orthocoronavirinae nella famiglia dei Coronaviridae, dell'ordine Nidovirales. Essi hanno un rivestimento (envelope), e sono virus a RNA a singolo filamento positivo.